# Gran Premio Industria e Commercio di Prato 1996
Il Gran Premio Industria e Commercio di Prato 1996, cinquantunesima edizione della corsa, si svolse il 28 luglio 1996 su un percorso di 205,5 km, con arrivo a Prato. Fu vinto dall'italiano Fabrizio Guidi della Scrigno-Blue Storm davanti al suo connazionale Filippo Casagrande e all'uzbeco Džamolidin Abdužaparov.

## Ordine d'arrivo (Top 10)
| Pos. | Corridore              | Squadra            | Tempo    |
| ---- | ---------------------- | ------------------ | -------- |
| 1    | Fabrizio Guidi         | Scrigno-Blue Storm | 4h58'42" |
| 2    | Filippo Casagrande     | Scrigno-Blue Storm |          |
| 3    | Džamolidin Abdužaparov | Refin-Mobilvetta   |          |
| 4    | Mirko Gualdi           | Polti              |          |
| 5    | Andrea Ferrigato       | Roslotto-ZG Mobili |          |
| 6    | Massimiliano Lelli     | Saeco              |          |
| 7    | Bruno Cenghialta       | Gewiss-Playbus     |          |
| 8    | Alessandro Baronti     | Panaria-Vinavil    |          |
| 9    | Marco Fincato          | Roslotto-ZG Mobili |          |
| 10   | Massimo Donati         | Saeco              |          |